# 主府久
主府久（しゅふきゅう）は、北海道の勇払郡むかわ町と沙流郡平取町の2町にまたがる標高1,017.9mの山である。山頂には三等三角点「主府久」が設置されている。

## 概要
夕張山地南部に位置し、南にはハッタオマナイ岳・宿弗山・振内山が連なる。国土地理院地形図には山名が記載されていないがハッタオマナイ岳へ登る際の途中のピークとして知られる。
山名については三角点名がそのまま呼ばれているが、由来は定かではない。しかしむかわ町側に似た地名としてシュプキウシュナイ沢川が流れており、アイヌ語で一説には「supki-us-nay（アシ・多くある・沢川）」が語源であると考えられている。なお主府久には「山」「岳」「ヌプリ」といった山を示す単語がつかない。

## 登山
登山道はないため残雪期に登られることが多い。主なルートは国道274号のオコタン橋付近にある石勝珠海ロードの碑にある駐車スペースから尾根を登り稜線へ着くと短時間で主府久山頂へと至る。先述の通りハッタオマナイ岳への登山の途中にあるため、多くの人はさらに稜線を進みハッタオマナイ岳へ行く。